# Vinalito
Vinalito es una localidad argentina en el departamento Santa Bárbara de la Provincia de Jujuy. Se encuentra a 3 km del río San Francisco y a 1 km de la Ruta Provincial 37. Tiene un complejo de aguas termales, dichas aguas fueron descubiertas en 1905.
Cuenta con una escuela primaria, un templo católico y en la zona habita una comunidad guaraní. En la localidad se desarrolla la Fiesta Provincial de la Humita.